# 金耀初
金耀初（1966年—），中國人工智能學者。
生于中国江苏省蘇州市吴江区。他分别于1988年、1991年和1996年在浙江大學获得学士、硕士和博士学位。2001年又獲得鲁尔大学博士学位。又在新泽西州立大学从事博士后研究。後來先在本田技研工业位於德国的研究院內任職，之後又成為萨里大学计算机系计算智能讲席教授，2021年成為比勒费尔德大学工学院洪堡人工智能教席教授。2023年10月成為西湖大學人工智能讲席教授，參與組建該校的“可信及通用人工智能实验室”。
他于2015年當選电气电子工程师学会會士，2021年當选欧洲科学院院士。